# Alexandre Ier Mavrocordato
Alexandre Ier Mavrocordato, Alexandros Mavrokordatos en grec ou Alexandru Mavrocordat en roumain dit « Deli-bey » (c’est-à-dire le Bey Fou) par les Ottomans, né et mort à Constantinople (1742-27 mars 1812) est un prince phanariote qui est Hospodar de Moldavie de 1782 à 1785. 

## Biographie
La monarchie est élective dans les principautés roumaines de Moldavie et de Valachie, comme en Pologne voisine. Le souverain (voïvode, hospodar ou domnitor selon les époques et les sources) est élu par (et souvent parmi) les boyards, puis agréé par les Ottomans : pour être nommé, régner et se maintenir, il s'appuie sur les partis de boyards et fréquemment sur les puissances voisines, habsbourgeoise, russe et surtout turque, car jusqu'en 1859 les deux principautés sont vassales et tributaires de la « Sublime Porte ».
Fils de Constantin Mavrocordato et de Catherine Rosetti, il succède en mai 1782 à Constantin Mourousi, déposé par la « Sublime Porte » à la suite des intrigues de l'ambassadeur de Russie à Constantinople. Il doit sa nomination à ce même ambassadeur.
Il est destitué en janvier 1785 à la demande de Rajtschewitsch, consul d'Autriche en Moldavie, qui se plaint au gouvernement Ottoman d'avoir été mal reçu par Alexandre Ier Mavorocordato, alors qu'il représentait « Sa Majesté Impériale et Royale, Apostolique et Romaine le Kaiser », empereur Habsbourg. Mais il est possible qu'en fait, il s'agisse seulement d'un aspect de la lutte d'influence austro-russe en Moldavie : les Habsbourg y possédaient déjà la Bucovine depuis 1775, les Tsars russes convoitaient le Boudjak et les bouches du Danube, et chaque Empire y avançait ses pions. 
Selon Alexandre A.C. Sturdza : Alexandre Ier Mavorocordato est connu par sa « versatilité et son caractère difficile » qui sont à l'origine de son surnom turc.

## Note
1. ↑  Le candidat au trône devait ensuite « amortir ses investissements » par sa part sur les taxes et impôts, verser en outre le tribut aux Ottomans, payer ses mercenaires et s'enrichir néanmoins. Pour cela, un règne d'un semestre au moins était nécessaire, mais la « concurrence » était rude, certains princes ne parvenaient pas à se maintenir assez longtemps sur le trône, et devaient ré-essayer. Cela explique le « jeu des chaises musicales » sur les trônes, la brièveté de beaucoup de règnes, les règnes interrompus et repris, et parfois les règnes à plusieurs (co-princes). Quant au gouvernement, il était assuré par les ministres et par le Sfat domnesc (conseil des boyards).
Concernant le tribut aux Turcs, la vassalité des principautés roumaines envers l'Empire ottoman ne signifie pas, comme le montrent par erreur beaucoup de cartes historiques, qu'elles soient devenues des provinces turques et des pays musulmans. Seuls quelques petits territoires moldaves et valaques sont devenus ottomans : en 1422 la Dobrogée au sud des bouches du Danube, en 1484 la Bessarabie alors dénommée Boudjak, au nord des bouches du Danube (ce nom ne désignait alors que les rives du Danube et de la mer Noire), en 1538 les rayas de Brăila alors dénommée Ibrahil et de Tighina alors dénommée Bender, et en 1713 la raya de Hotin. Le reste des principautés de Valachie et Moldavie (y compris la Moldavie entre Dniestr et Prout qui sera appelée Bessarabie en 1812, lors de l'annexion russe) ont conservé leurs propres lois, leur religion orthodoxe, leurs boyards, princes, ministres, armées et autonomie politique (au point de se dresser plus d'une fois contre le Sultan ottoman). Les erreurs cartographiques et historiques sont dues à l'ignorance ou à des simplifications réductrices. Voir Gilles Veinstein et Mihnea Berindei : L'Empire ottoman et les pays roumains, EHESS, Paris, 1987.